# Hawker Tempest
Die Hawker Tempest war ein Kampfflugzeug der Zeit des Zweiten Weltkrieges aus britischer Produktion. Hersteller war die Hawker Siddeley Aircraft Co. Der Tiefdecker wurde ab 1944 von der Royal Air Force (RAF) eingesetzt.
Die Weiterentwicklung der Hawker Typhoon wurde als Jagdflugzeug und Jagdbomber verwendet und war in niedrigen und mittleren Höhen eines der schnellsten propellergetriebenen Jagdflugzeuge des Krieges. Aufgrund ihrer hohen Geschwindigkeit wurde sie unter anderem gegen die strahlgetriebenen deutschen Me 262 und die „Vergeltungswaffe“ V1 eingesetzt. Neben fast 700 V1 konnten die RAF-Einheiten mit diesem Modell mindestens 20 Me 262 und mindestens eine Heinkel He 162 abschießen.
Einer der berühmtesten alliierten Jagdflieger, der Franzose Pierre Clostermann, erzielte einen Großteil seiner Erfolge mit diesem Muster.

## Geschichte
Sidney Camm, Chefkonstrukteur von Hawker Aircraft, verwarf bald die Bemühungen zur Verbesserung der Hawker Typhoon und ging an einen neuen Entwurf, der im Oktober 1941 fertig war. Dieser trug zuerst noch den Namen Typhoon Mk. II, wurde aber im Januar 1942 umbenannt, da im Zuge der Weiterentwicklung ein stark verändertes Flugzeug entstanden war. Die wichtigsten Neuerungen waren elliptische Tragflächen geringerer Dicke.

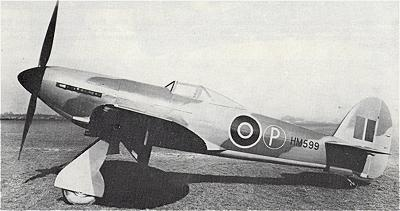
Hawker Tempest Mk I

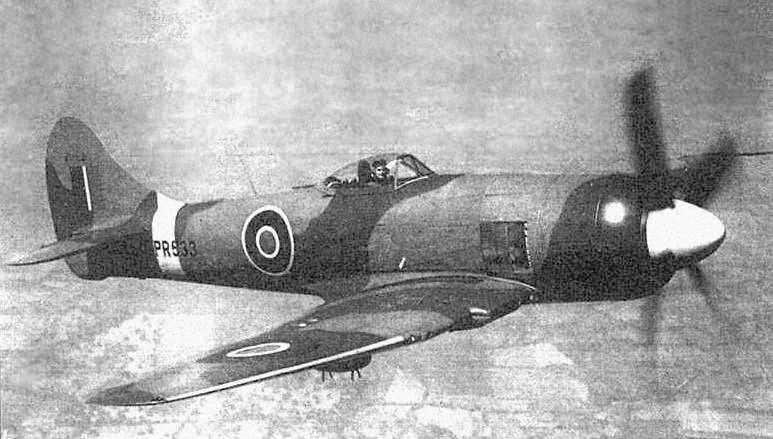
Hawker Tempest Mk II

Der Prototyp absolvierte am 2. September 1942 seinen Jungfernflug.
Die RAF orderte sogleich 400 Tempest Mk. I, die mit dem Sabre-IV-Triebwerk ausgerüstet werden sollten. Da die Auslieferung sich aber immer wieder verzögerte – das erste Triebwerk wurde am 24. Februar 1943 ausgeliefert, die Serienfertigung hätte erst Mitte 1944 beginnen können – entschloss Camm sich, die Serienfertigung mit dem Sabre IIb anlaufen zu lassen. Dieser Typ erhielt den Namen Tempest Mk. V und wurde ab dem 21. Juni 1943 in Serie gefertigt.
Die Serienfertigung der Tempest Mk. I wurde nie wieder angegangen. Es blieb bei nur einer gebauten Mk. I, die mit 750 km/h deutlich schneller war als die Mk. V.
Parallel dazu sollte die Tempest Mk. II gefertigt werden. Sie besaß einen Sternmotor vom Typ Bristol Centaurus IV. Dieser hatte zwar mit 2000 PS eine geringere Leistung, war aber zuverlässiger und einfacher zu warten.
Ein Auftrag über 500 Stück wurde im September 1942 erteilt. Hawker Aircraft hatte jedoch keine Kapazitäten mehr frei und daher wurde die Bestellung an die zum Hawker-Siddeley-Konzern gehörende Gloster Aircraft Company weitergereicht. Da Gloster mit der Entwicklung der Meteor ausgelastet war, wurde der Auftrag aber bald storniert.
Die Fertigung wurde schließlich von der Bristol Aeroplane Company übernommen, die jedoch erst am 4. Oktober 1944 die erste Maschine auslieferte. Daher nahm die Mk. II nicht mehr an Kampfhandlungen teil, die Produktion ging nach dem Kriegsende zurück an Hawker. Die Mk. II wurde unter anderem bei Staffeln der British Air Force of Occupation im besetzten Deutschland geflogen.
Die für den Kriegseinsatz weitaus wichtigste Version war die Mk. V. Sie etablierte sich ab Sommer 1944 zum leistungsfähigsten alliierten Jäger und Jagdbomber in mittleren und niedrigen Höhen.
Insgesamt wurden 4 Prototypen und 1394 Tempest gebaut:
- 100Mk. I (Prototyp Sabre IV)
- 452 Mk. IIV(136 als Jäger und 316 als Jagdbomber)
- 2 Mk. III und VII(2 Prototypen (LA610 and LA614), Antrieb: Rolls-Royce Griffon-Motoren), LA614 nie fertig gestellt, LA610 wurde zu einem Hawker Fury-Prototyp, mit gegenläufigen Propeller
- 800 Mk. V (und ein Prototyp)
- 142 Mk. VI gebaut bei Hawker, Motor Sabre V, mit 2340 PS etwas schwächer, aber sparsamer und zuverlässiger als Sabre IIb und mit größerem Kühler

## Technische Daten

Hawker Tempest II

| Kenngröße             | Daten der Hawker Tempest Mk. V                                    |
| --------------------- | ----------------------------------------------------------------- |
| Besatzung             | 1                                                                 |
| Länge                 | 10,26 m                                                           |
| Spannweite            | 12,50 m                                                           |
| Flügelfläche          | 28,06 m²                                                          |
| Flügelstreckung       | 5,6                                                               |
| Startmasse            | 5.220 kg                                                          |
| Antrieb               | ein 24-Zylinder-H-Motor Napier Sabre IIB, 2.420 PS (ca. 1.780 kW) |
| Höchstgeschwindigkeit | - 696 km/h in 5.200 m - 630 km/h in Bodennähe                     |
| Dienstgipfelhöhe      | 11.000 m                                                          |
| Reichweite            | 2.445 km                                                          |
| Bewaffnung            | vier 20-mm-Maschinenkanonen Hispano-Suiza HS.404                  |

## Nutzer

### Nutzerstaaten
Indien
 Kanada
 Neuseeland
 Pakistan
 Vereinigtes Königreich

### Stationierungsorte in Deutschland
- 2. Tactical Air Force (2 TAF)/British Air Force of Occupation (BAFO)
  - B.155/Dedelstorf, Juni bis November 1945, Tempest V (33., 174., 222. und 274. Squadron)
  - B.152/RAF Faßberg, Oktober 1945 bis November 1947, Tempest V/II (16., 26., 33. und 174. Squadron)
  - Y.99/RAF Gütersloh, November 1947 bis Juli 1949, Tempest II (16., 26. und 33. Squadron)
  - B.158/RAF Lübeck, Juli 1945 bis September 1945, Tempest V (486. (RNZAF) Squadron)
  - B.109/Quakenbrück, April bis August 1945, Tempest V (33., 222. und 274. Squadron)
  - B.116/RAF Wunstorf, April 1946, Tempest V/II (26. Squadron)

Flugplätze, die durch die neuseeländische 486. Staffel noch während des Krieges belegt waren, sind nicht aufgeführt; genutzt wurden ab Anfang April 1945 jeweils nur für wenige Tage B.112/Hopsten, B.150/Hustedt und B.118/Celle.